# Хангенбитен
Хангенбитен (фр. Hangenbieten) насеље је и општина у источној Француској у региону Алзас, у департману Доња Рајна која припада префектури Стразбур Кампањ.
По подацима из 2011. године у општини је живело 1458 становника, а густина насељености је износила 354,74 становника/km². Општина се простире на површини од 4,11 km². Налази се на средњој надморској висини од 175 метара (максималној 209 m, а минималној 147 m).

## Демографија
| 1962. | 1968. | 1975. | 1982. | 1990. | 1999. | 2011. |
| ----- | ----- | ----- | ----- | ----- | ----- | ----- |
| 790   | 859   | 949   | 1.000 | 1.149 | 1.299 | 1.458 |

График промене броја становника у току последњих година